# مرورگر وب متن بنیان

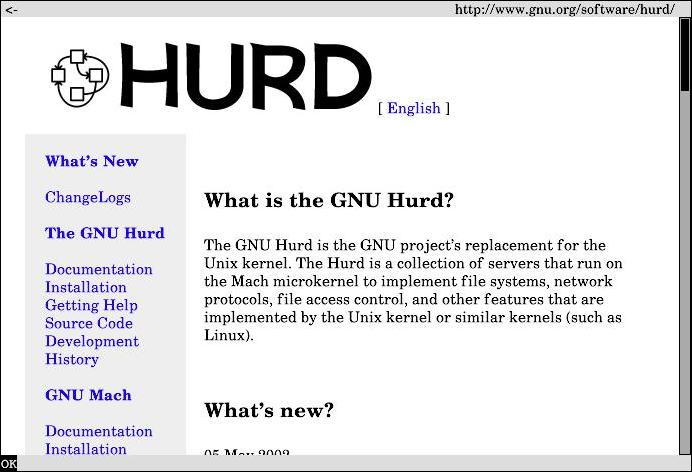
مرورگر متنی Links در حال نمایش وب‌سایت پروژه گنو هرد

مرورگر وب متن بنیان (به انگلیسی: Text-based web browser) به نوعی از مرورگر وب گفته می‌شود که اکثراً فقط متن صفحه وب را رندر می‌کنند و محتوای گرافیکی را نادیده می‌گیرند. به طور معمول این نوع مرورگرهای وب، صفحات وب را سریع‌تر از مرورگرهای وب گرافیکی رندر می‌کنند به علت کمتر بودن درخواست‌های پهنای باند. علاوه بر این، جاوااسکریپت، CSS و تایپوگرافی که مرورگرهای گرافیکی از آن‌ها پشتیبانی می‌کنند، نیاز به پردازش بیشتری از طرف CPU دارند که باعث افزایش زمان بارگذاری صفحات می‌شود.

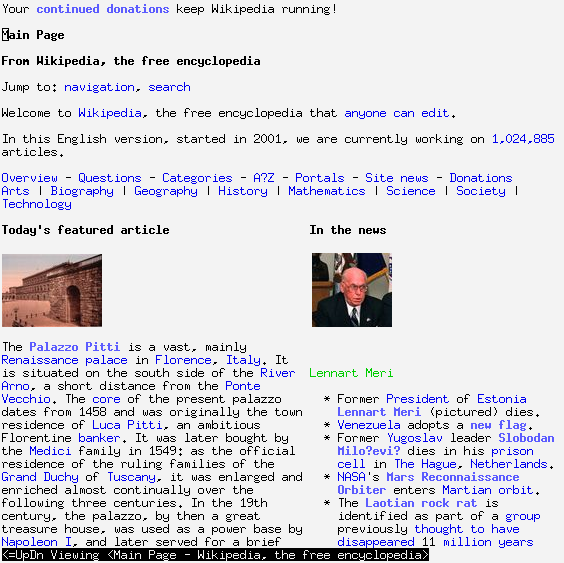
مرورگر w3m در حال نمایش صفحه خانگی ویکی‌پدیا با تصاویر.

مرورگرهای وب متن بنیان غالباً برای کاربران دارای اختلال بینایی یا نابینایی جزئی بسیار مفید هستند، آنها به ویژه با نرم‌افزارهای متن به گفتار که متون را می‌خوانند بسیار سازگارند.
از آنجایی که این نوع مرورگرها از ادوبی فلش و جاوا (که در اکثر مرورگرهای گرافیکی به صورت اختیاری به عنوان افزونه و پلاگین قابل نصبند) و جاوااسکریپت پشتیبانی نمی‌کنند، این ظرفیت را دارند که نسبت به مرورگرهای گرافیکی از امنیت بیشتری برخوردار باشند.(اطلاعات بیش‌تر در مقاله امنیت مرورگر)

## فهرست مرورگرهای وب متنی مشهور
- Links
- w3m
- لینکس (به انگلیسی: Lynx)
- گنو ایمکس، از طریق افزونه